# Joanne Massiah
Joanne Massiah (All Saints, 15 de mayo de 1968) es una abogada y política antiguana, fue miembro de la Cámara de Representantes de Antigua y Barbuda en representación de la circunscripción de All Saints West & St. Luke entre 2014 y 2018, así como miembro del Senado entre 2003 y 2014. Fue miembro del Partido Progresista Unido hasta 2015, cuando se separó para fundar la Alianza Nacional Democrática, con la que compitió en las elecciones de 2018 y 2023.

## Biografía
Massiah recibió su educación en Antigua Girls High School. A esto le siguió sus estudios de ciencias políticas en el York College de la City University de Nueva York, que completó en junio de 1993 con una Licenciatura en Artes. Luego estudió derecho en la Universidad de Oregon, donde recibió su título de doctora en derecho. También fue admitida en el Colegio de Abogados del Estado de Nueva York y asistió brevemente a la Universidad de Harvard. Después de completar su doctorado, asistió a la Facultad de Derecho Norman Manley en Jamaica. Massiah es madre de dos hijos. Ella es madre soltera.
Después de regresar a su país de origen, Massiah se convirtió en abogada, especializándose en casos de derecho civil, comercial y de familia. Fue la primera mujer elegida para el Senado de Antigua y Barbuda en 2003 por el Partido Progresista Unido. Ocupó este cargo hasta su elección a la Cámara de Representantes en 2014. Se postuló por primera vez por un escaño en la Cámara de Representantes en las elecciones generales de 2004 en St. Peter, pero perdió ante el candidato del Partido Laborista de Antigua, Asot Michael. Volvió a competir contra Michael en 2009, volviendo a perder. En 2014 compitió en su circunscripción natal en All Saints East & St. Luke y resultó electa con el 52,83% de los votos. Anteriormente había ocupado varios puestos en el gabinete. Antes de asumir el Centro de Agricultura, Tierras, Recursos Marinos y Producción de Alimentos el 16 de mayo de 2008, se desempeñó como Secretaria Permanente en el Ministerio de Agricultura. El 16 de marzo de 2009 pasó al Ministerio de Justicia como Secretaria de Estado.
En 2015, con el retiro de Baldwin Spencer, Massiah (una de las tres parlamentarias del UPP tras la derrota del partido en 2014) se presentó en la contienda de liderazgo para sucederlo, siendo su principal retador Harold Lovell. Lovell prevaleció en la contienda, lo que resultó en que Massiah denunciara la votación como arreglada. Los conflictos internos llevaron a la expulsión de Massiah del partido en 2017, tras lo cual ella fundó la Alianza Nacional Democrática (DNA).